# مشرف مول
مشرف مول هو مركز تسوق من ثلاثة طوابق يقع في مدينة أبوظبي على تقاطع شارعي راشد بن سعيد والظفرة. يضم المركز التجاري لولو هايبر ماركت وسوق الأسماك واللحوم والفواكه والخضروات ومنافذ البيع بالتجزئة والمطاعم والكافيتريات والمقاهي ومناطق الترفيه. المركز التجاري مملوك لمجموعة لولو الدولية، افتتح في عام 2011.

## تاريخ
أنشأ المركز التجاري الذي تبلغ مساحته 180 ألف متر مربع بتكلفة 1.2 مليار درهم إماراتي (326.7 مليون  دولار أمريكي ) وافتتح رسميًا في عام 2011. تضم محلات السوبر ماركت في المركز التجاري سوقًا ضخمًا للمنتجات الطازجة تبلغ مساحته 25000 متر مربع، مع أكشاك للأسماك واللحوم والفواكه والخضروات.
وفي نوفمبر 2022، أعلنت شركة أبوظبي للخدمات الصحية "صحة" عن افتتاح مركز جديد للوقاية من الأمراض وفحص التأشيرات في المشرف مول. ويهدف المركز إلى توفير سهولة الوصول إلى إجراءات الإقامة الطبية، بما في ذلك خدمات الفحص الطبي السريع والتأشيرة المنتظمة.